# La Zisa
Castello della Zisa (meestal kortweg La Zisa) is een kasteel in het westen van de Siciliaanse hoofdstad Palermo. Het kasteel diende als zomerresidentie voor de Normandische koningen van Sicilië. Tegenwoordig huisvest het kasteel het Museum voor islamitische kunst. Het kasteel is sinds 2015 onderdeel van de werelderfgoedlijst-inschrijving Arabisch-Normandisch Palermo en de kathedralen van Cefalù en Monreale.
In aansluiting staat de voormalige paleiskapel Chiesa della Santissima Trinità alla Zisa.

## Geschiedenis

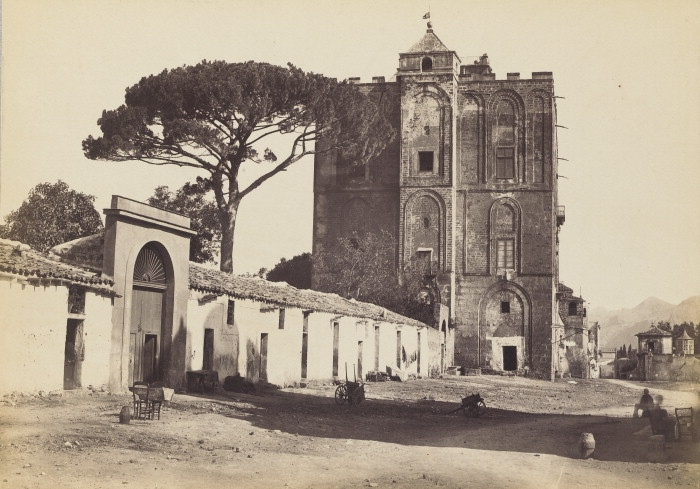
La Zisa, rond 1880

In 1165 gaf koning Willem I opdracht tot de bouw van het kasteel dat onder koning Willem II in 1167 werd voltooid. Het merendeel van de werklieden was Arabisch, aangezien er destijds nog veel Arabieren op Sicilië woonden. De Arabische en Normandische invloeden zijn zodoende duidelijk herkenbaar. De naam van het kasteel heeft eveneens een Arabische oorsprong en is afgeleid van het woord al-Azîz, dat "glansrijk" betekent.
In de 14e eeuw werden kantelen toegevoegd aan het gebouw, waarbij de Arabisch inscriptie in het Koefische schrift op het fries ten dele werd verwoest. Bij het eveneens in Palermo staande kasteel La Cuba is de Arabische inscriptie op het fries nog wel aanwezig. De originele staat van het kasteel raakte verder aangetast in de 17e eeuw toen Giovanni di Sandoval het vervallen gebouw kocht en het in barokke stijl verbouwde.
Van 1808 tot de jaren 50 woonden de prinsen van Notabartolo, een belangrijks Siciliaans adellijk geslacht, in het Castello della Zisa. In 1951 kwam het kasteel in bezit van de regio Sicilië en werden de barokke elementen verwijderd. Na een gedeeltelijke instorting van plafonds en wanden in oktober 1971 begon in 1972 een omvangrijke restauratie. Na de restauratiewerkzaamheden werd La Zisa toegankelijk voor het publiek en is het Museo d’Arte Islamica (Museum voor islamitische kunst) er gevestigd.

## Architectuur

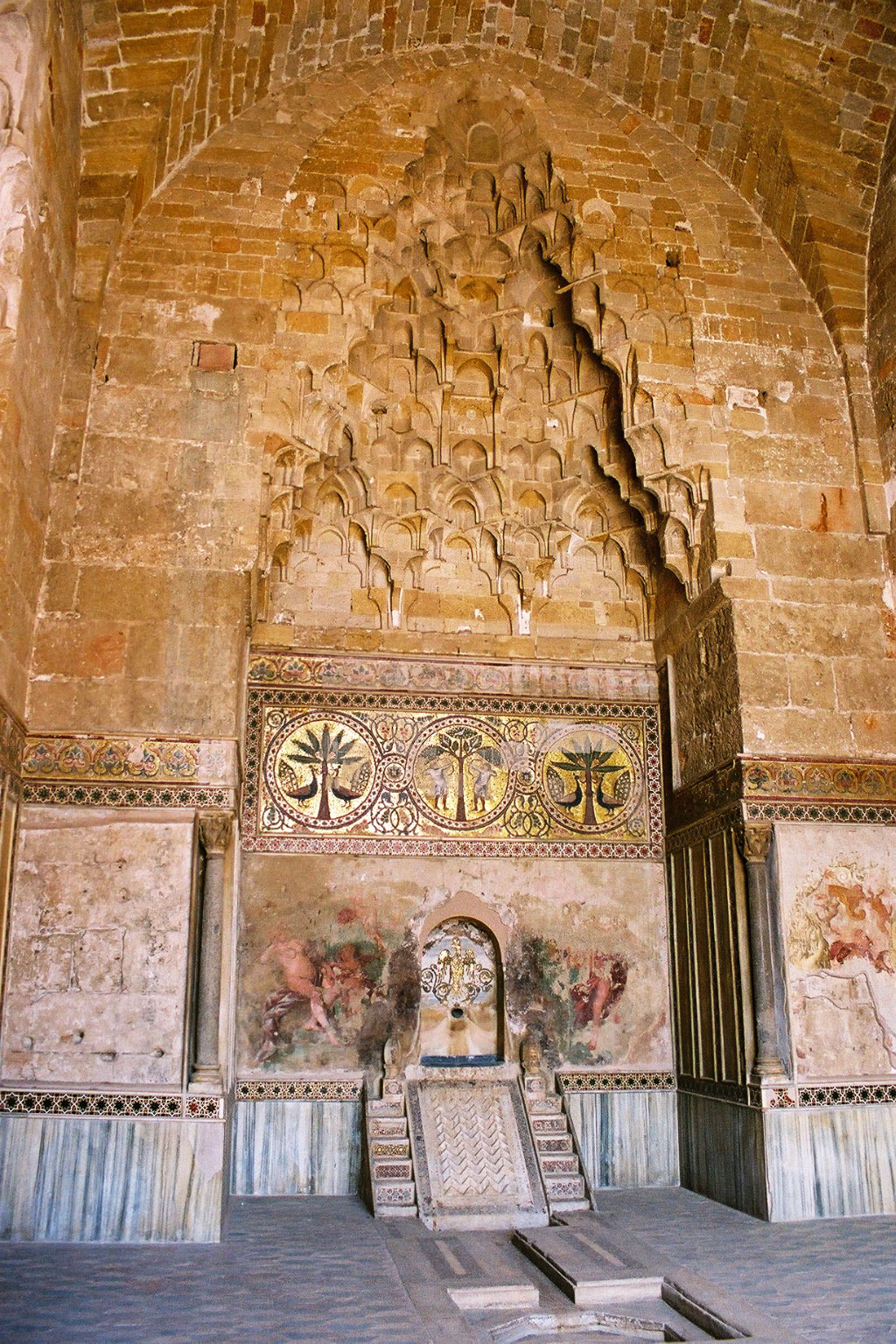
De paradijsfontein

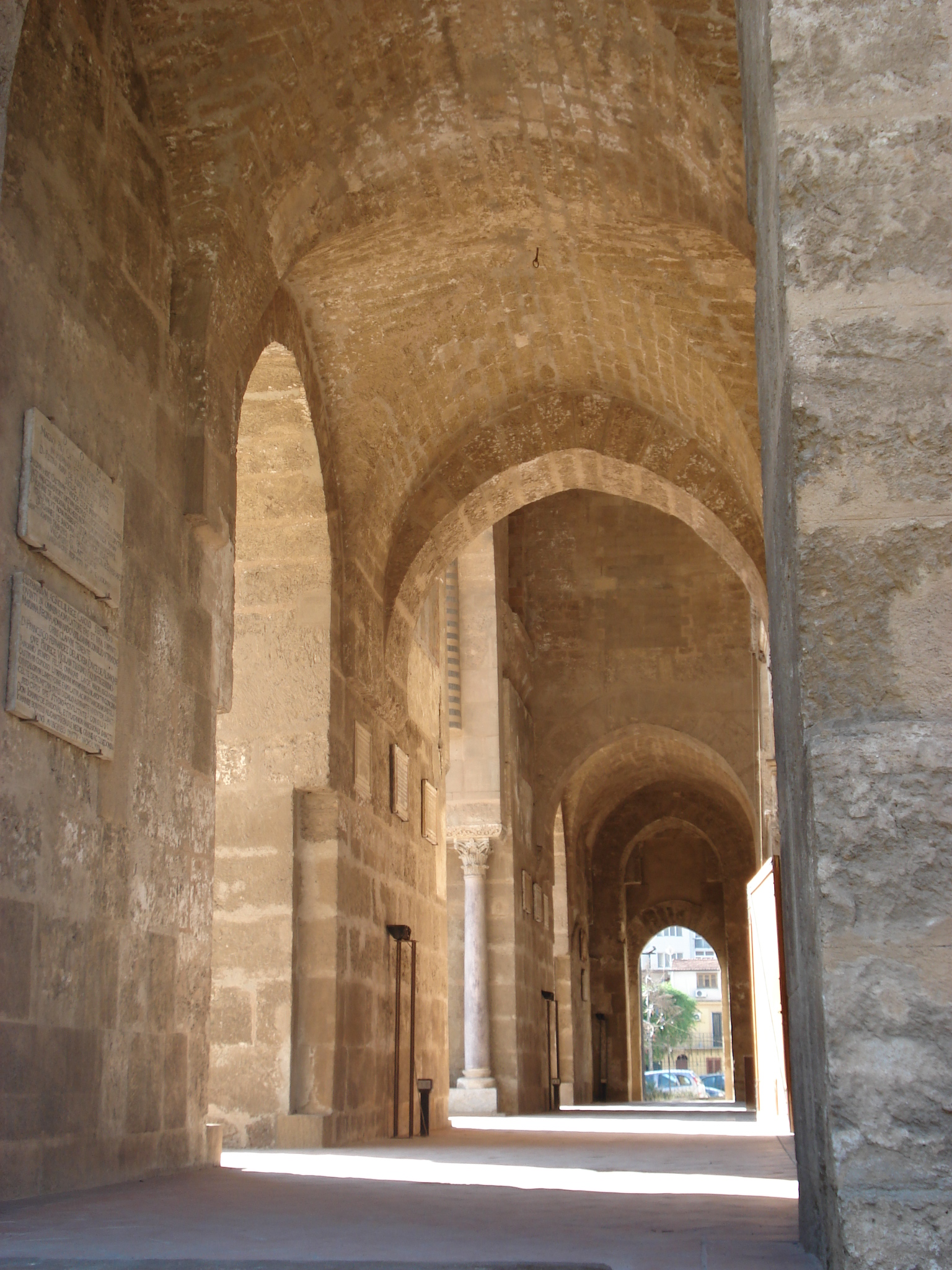
De vestibule

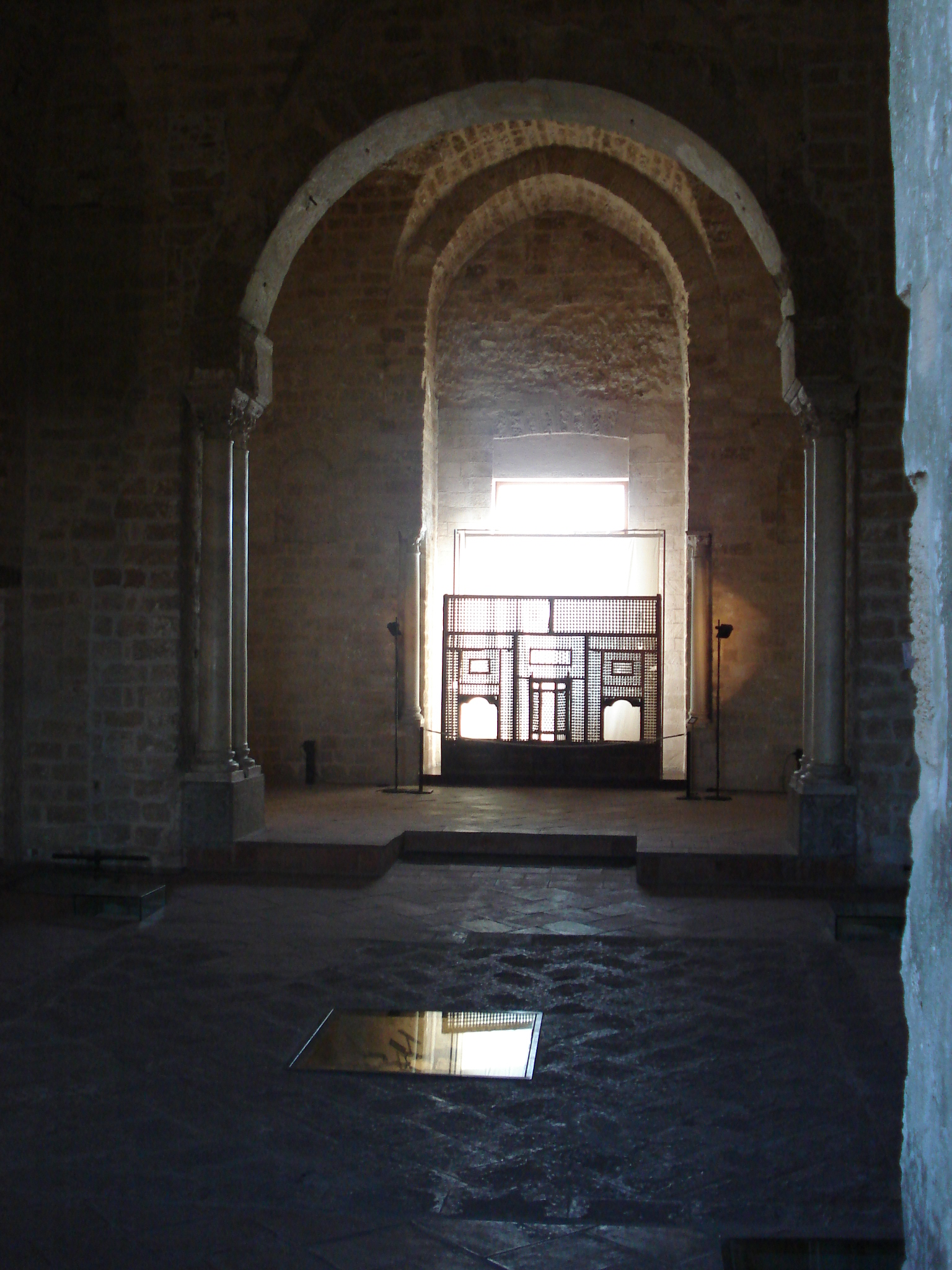
De zaal op de tweede verdieping

La Zisa een kubusvormig gebouw met drie verdiepingen en een hoogte van 25,7 meter. In het midden van de twee smalle muurvlakken bevinden zich twee risalieten, met daarboven kleine torentjes. De hoofdgevel heeft drie grote, spitsboogvormige ingangen. De middelste is het grootst en het rijkst versierd met aan beide zijden twee zuilen. De gevel is daarnaast versierd met blinde bogen.
De spitsboogvormige ingangen in de hoofdgevel leiden naar een vestibule die zich over de gehele breedte van het gebouw uitstrekt en ook te bereiken is via portalen in de zijmuren. Vanuit de vestibule zijn de zalen op de begane grond en het trappenhuis bereikbaar.

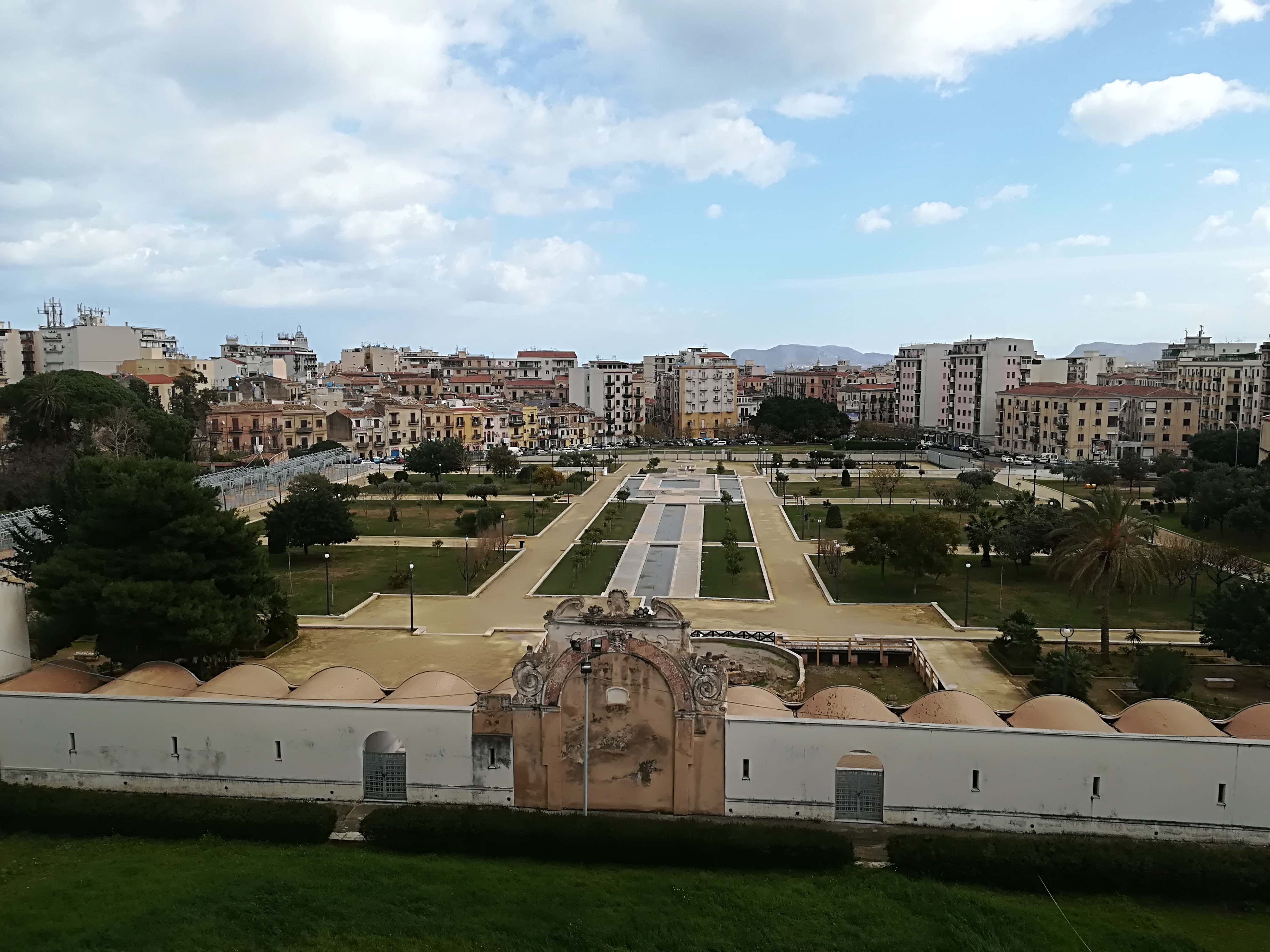
Castello Zisa met waterbekken en tuin

In het midden van de vestibule is de toegang naar de centrale ontvangstzaal, die de aula regia (koningszaal) wordt genoemd. Deze zaal heeft tegenover de ingang een nis met muqarnas en mozaïeken. In de nis bevindt zich de paradijsfontein waarvan vroeger het water via een gleuf in de vloer van de zaal naar een waterbekken stroomde vóór het kasteel.
De andere kamers op de begane grond en de eerste verdieping zijn gegroepeerd aan beide zijden van de koningszaal. Op de eerste verdieping zijn de beide zijden via een smalle gang aan de achterkant van het gebouw met elkaar verbonden. De tweede verdieping heeft eveneens in het midden, recht boven de koningszaal, een centrale zaal. Aangezien er in het midden van de zaal een opening in de vloer zit, vermoedt men dat dit een atrium met impluvium was.

## Park
Voor het kasteel bevindt zich nog het waterbekken waarin het water van de paradijsfontein stroomde. In het verlengde van het kanaal, tussen het bekken en de fontein, werd in 2005 een park aangelegd. Ten noorden van het kasteel werden in 1972 de resten van een Romeinse waterleiding en de resten van thermen ontdekt.
Rotstekeningen van Valcamonica · Kerk en dominicanenklooster van Santa Maria delle Grazie met "Het Laatste Avondmaal" van Leonardo da Vinci · Historisch centrum van Rome, de bezittingen van de Heilige Stoel in die stad met speciale territoriale rechten en Sint-Paulus buiten de Muren · Historisch centrum van Florence · Venetië met zijn lagune · Domplein van Pisa · Historisch centrum van San Gimignano · Sassi en het park met de rotskerken van Matera · Vicenza en de Palladiaanse villa's in Veneto · Historisch centrum van Siena · Historisch centrum van Napels · Crespi d'Adda · Ferrara, stad van de renaissance in de Po-delta · Castel del Monte · Trulli van Alberobello · Vroeg-christelijke monumenten van Ravenna · Historisch centrum van Pienza · 18e-eeuws Koninklijk Paleis van Caserta met park, aquaduct van Vanvitelli en San Leuciocomplex · Residenties van het Koninklijk Huis van Savoye · Botanische tuin in Padua · Porto Venere, Cinque Terre en de eilanden Palmaria, Tino en Tinetto ·  Kathedraal, Torre Civica en Piazza Grande, Modena · Archeologisch Pompeï, Herculaneum en Torre Annunziata · Amalfitaanse kust · Archeologisch Agrigento · Villa Romana del Casale · Nuraghe Su Nuraxi bij Barumini · Nationaal park Cilento, Vallo di Diano e Alburni met archeologisch Paestum en Velia en Kartuizerklooster San Lorenzo · Historisch centrum van Urbino · Archeologische opgravingen en Patriarchale Basiliek van Aquileia · Villa Adriana, Tivoli · Eolische Eilanden · Assisi, Sint-Franciscusbasiliek en andere franciscaanse locaties · Verona · Villa d'Este, Tivoli · Laatbarokke steden in het Val di Noto (Zuidoost-Sicilië) · Heilige bergen · Monte San Giorgio · Etruskische begraafplaatsen van Cerveteri en Tarquinia · Val d'Orcia · Syracuse en de rotsnecropolis van Pantalica · Genua: Le Strade Nuove en het systeem van de Palazzi dei Rolli · Oude en voorhistorische beukenbossen van de Karpaten en andere regio's van Europa · Mantua en Sabbioneta · Rhätische Bahn in het Albula/Bernina-landschap · Dolomieten · Longobarden in Italië. Plaatsen van macht (568-774 na Christus) · Prehistorische paalwoningen in de Alpen · Etna · Villa's en tuinen van de Medici in Toscane · Wijngaardlandschap van Piëmont: Langhe-Roero en Monferrato · Arabisch-Normandisch Palermo en de kathedralen van Cefalù en Monreale · Venetiaanse verdedigingswerken van de 15e tot 17e eeuw: Stato da Terra - westelijke Stato da Mar · Ivrea, industriestad van de 20e eeuw · De prosecco-heuvels van Conegliano en Valdobbiadene · Historische kuuroorden van Europa (Montecatini Terme) · Padua's 14e-eeuwse frescocycli · De portieken van Bologna · Via Appia. Regina viarum